# Kanton Marseille-Saint-Mauront
Kanton Marseille-Saint-Mauront (fr. Canton de Marseille-Saint-Mauront) je francouzský kanton v departementu Bouches-du-Rhône v regionu Provence-Alpes-Côte d'Azur. Tvoří ho část města Marseille a zahrnuje část 15. městského obvodu.

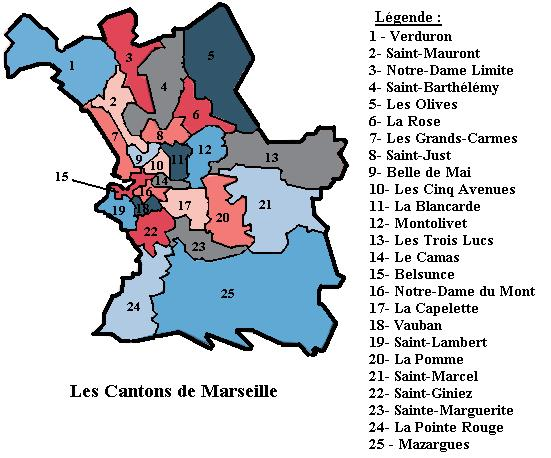
Kantony města Marseille